# Killianovo ústí
Killianovo ústí je přechod hltanu do jícnu. Tato oblast je pojmenována podle Gustava Killiana, německého lékaře a profesora otorhinolaryngologie, který na přelomu 19. a 20. století přechod podrobně popsal. 

## Uložení
Přehod pharyngu v oesophagus se nachází v úrovni šestého krčního obratle (C6). Tato oblast je součástí hrtanové části hltanu (pars laryngea pharyngis), neboli hypofaryngu, a krční části jícnu (pars cervicalis oesophagei). V místě je hltan zúžen mezi chrupavkou prstencovou (cartilago cricoidea) zpředu a krční páteří zezadu. Místo zúžení je označováno jako constrictio pharyngooesophagea a je důležitým bodem v endoskopii, při zakloněné hlavě se nachází asi 15 cm od úrovně řezáků.

## Sliznice
V Killianově ústí se nachází epitel víceřadý s řasinkami (ciliemi). V podslizničním vazivu najdeme roztroušené lymfatické úzlíky a žilní pleteně plexus pharyngeus, které jsou na přechodu výrazné a hustěji vysázené než ve vyšších částech hltanu. Výjimkou nejsou ani mucinózní slinné žlázky hltanu (glandulae pharyngeae), které řadíme do malých slinných žláz. Ty produkují slinu trvale.